# Liste der Naturdenkmale in Durlangen
| Naturdenkmale | Anzahl |
| ------------- | ------ |
| FND           | 1      |
| END           | 4      |
| Gesamt        | 5      |

Die Liste der Naturdenkmale in Durlangen nennt die verordneten Naturdenkmale (ND) der im baden-württembergischen Ostalbkreis liegenden Gemeinde Durlangen. In Durlangen gibt es insgesamt fünf als Naturdenkmal geschützte Objekte, davon ein flächenhaftes Naturdenkmal (FND) und vier Einzelgebilde-Naturdenkmale (END).
Stand: 31. Oktober 2016.

## Flächenhafte Naturdenkmale (FND)
| Name                           | Bild | Kennung     | Einzelheiten | Position | Fläche Hektar | Datum |
| ------------------------------ | ---- | ----------- | ------------ | -------- | ------------- | ----- |
| Altwasser bei der Amandusmühle | BW   | 81360150006 | Durlangen    | ⊙        | 0,4           |       |
| Legende für Naturdenkmal       |      |             |              |          |               |       |

## Einzelgebilde (END)
| Name                            | Bild | Kennung     | Einzelheiten | Position | Fläche Hektar | Datum |
| ------------------------------- | ---- | ----------- | ------------ | -------- | ------------- | ----- |
| 1 Eiche in Zimmerbach           | BW   | 81360150004 | Durlangen    | ⊙        | 0,0           |       |
| 1 Linde in Tanau                | BW   | 81360150002 | Durlangen    | ⊙        | 0,0           |       |
| 1 Stieleiche im Strut           | BW   | 81360150001 | Durlangen    | ⊙        | 0,0           |       |
| 4 Linden, 1 Ulme bei der Kirche |      | 81360150003 | Durlangen    | ⊙        | 0,0           |       |
| Legende für Naturdenkmal        |      |             |              |          |               |       |